# Belles, blondes et bronzées
Pour plus de détails, voir Fiche technique et Distribution.
Belles, blondes et bronzées est un film français de Max Pécas réalisé en 1981.

## Synopsis
Marc et Alain sont deux amis qui vont se retrouver impliqués malgré eux dans une histoire de braquage, se retrouvant avec le butin. Poursuivis aussi bien par la police que par les vrais braqueurs qui veulent récupérer le fruit de leur forfait, ils vont se mêler à une troupe de danseuses qui partent en tournée dans un grand hôtel touristique du Maghreb. Le patron de la troupe, homosexuel, va les accepter pour leur charme et leur confier les filles pendant les répétitions. Ce qui va leur permettre de tisser des liens plus que proches avec deux d'entre elles…

## Fiche technique
- Réalisation : Max Pécas
- Scénario : Max Pécas, Gérard Croce et Carlos Aured
- Photographie : Roger Fellous
- Musique : Jean Bouchéty et Roger Candy
- Année : 1981
- Pays :  France
- Genre : comédie érotique
- Date de sortie en salles en France : 23 septembre 1981

## Distribution
- Philippe Klébert : Alain
- Xavier Deluc : Marc
- Silvia Aguilar : Maryse
- Corinne Brodbeck : Michèle
- Michel Vocoret : Le balafré
- Daniel Derval : Norbert
- Ticky Holgado : Gus
- Otto Retzer : Marco
- Olivia Dutron : Une miss
- Margo Verdoorn : Une miss
- Sophie-Amanda : Une miss
- Rachel Piétré : Une miss
- Beatriz Escudero : Une miss
- Andrea Guzon : Une miss
- Vanessa Vaylord : Une miss
- Muriel Montossé : Une miss
- Christine Abt : Une miss
- Sabine Kremkow : Une miss
- Marco Perrin : Gaston Dupuis, le patron
- Pierre Mirat : Le concierge
- Bernard Musson : Le monsieur galant au bois
- Marthe Mercadier : La bonne sœur
- Gérard Croce : Un client de l'hôtel
- Eric Legrand : Un client de l'aéroport
- Ana Obregón
- Georges Montal